# Palazzo Bartolini Baldelli

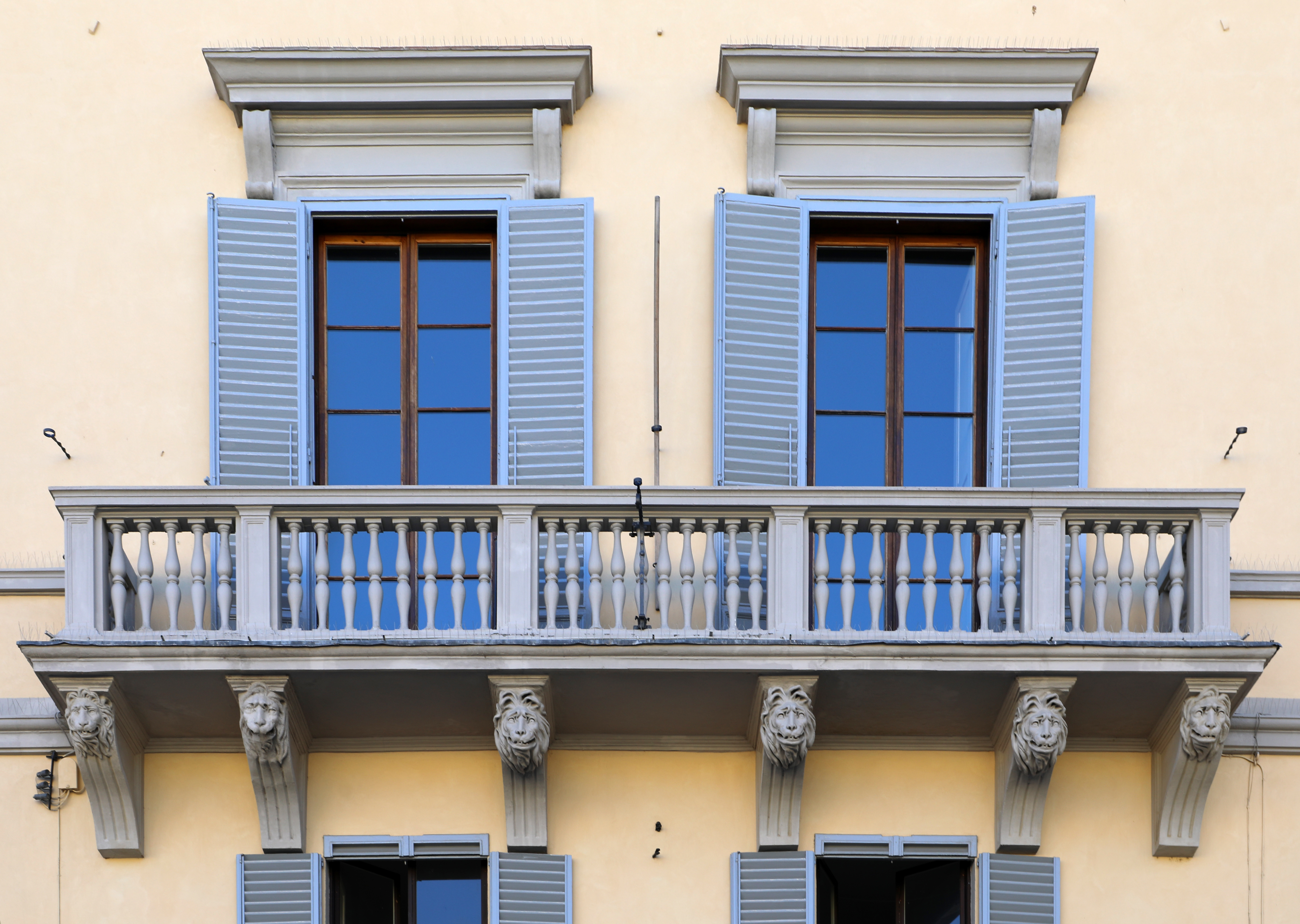
Balcone

Palazzo Bartolini Baldelli è un edificio di Firenze, situato in via de' Benci 24, angolo piazza Santa Croce 29r-30r-31r-32r-33r-34r.

## Storia
Già di proprietà della famiglia Peruzzi, è stato nel corso del tempo, tra gli altri, dei Ricci, dei Guardi e dei Ginori. Eretto su preesistenze trecentesche, per quanto lo si possa far risalire nella sua configurazione di palazzo al Cinquecento, mostra attualmente i caratteri conferitegli da un radicale intervento di ripristino diretto dall'architetto Niccolò Matas nel 1826 su commissione di Giovanni Ginori: «...avanti quest'epoca la sua architettura era semplice e maschia, ed aveva la sommità coronata da una linea di merli ghibellini» (Firenze 1850). 
Un complesso intervento di restauro condotto tra il 1952 e il 1953 su progetto dell'architetto Emilio Dori ha riportato in evidenza su ambedue i lati i fornici già tamponati e altri elementi dell'antica struttura basamentale in pietra forte. Sempre gli stessi interventi (così la letteratura, ma gli scudi sembrano nuovamente da riferire ai lavori voluti da Giovanni Ginori) hanno consentito di portare alla luce gli stemmi sulla piazza. 
Un ulteriore intervento di restauro dei prospetti è stato eseguito nel 1972, mentre altri modesti interventi sono documentati al 1996. L'edificio è sottoposto a vincolo architettonico dal maggio del 1936.

## Descrizione
L'edificio gode di una posizione privilegiata, determinando con la sua ampia mole l'angolo tra via de' Benci e la piazza. I cinque stemmi che si intercalano alle finestre dell'ultimo piano e che guardano alla piazza sono le armi degli Antinori (troncato: nel 1° losangato d'oro e d'azzurro, nel 2° d'oro pieno), dei Ricci del quartiere di Santa Croce (d'azzurro, a otto ricci passanti d'oro, alternati a sette stelle a otto punte dello stesso), dei Peruzzi (d'azzurro, a sei pere d'oro, picciolate e fogliate di due pezzi di verde), e infine dei Bartolini Baldelli (d'oro, al montone di nero, ascendente un monte di sei cime di verde). 
Sul fronte che guarda alla piazza è presente inoltre un balcone ottocentesco, retto da imponenti mensole figurate.

## Bibliografia

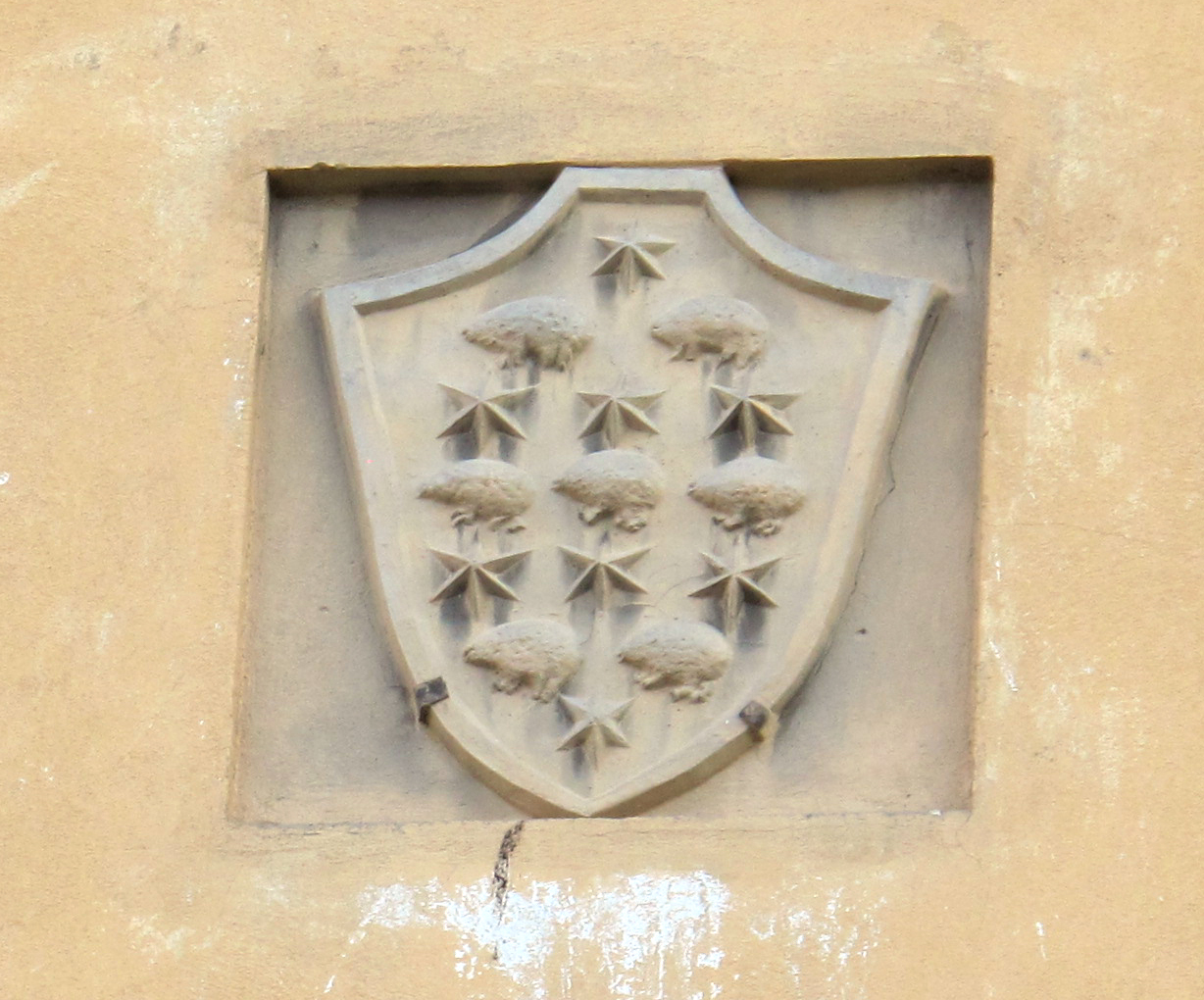
Stemma Ricci